# Simeon Solomon
Pour les articles homonymes, voir Solomon.
Simeon Solomon né à Londres le 9 octobre 1840 et mort dans la même ville le 14 août 1905 est un peintre anglais préraphaélite.

## Biographie
Simeon Solomon est né dans une grande famille juive, d'un père marchand, Meyer Solomon. Il est le plus jeune d'une fratrie de huit enfants. Son frère Abraham Solomon (1824–1862) et sa sœur Rebecca (1832-1886) sont aussi peintres. Il commence à étudier dans une académie d'art en 1852. Il y rencontre par l'entremise de Dante Gabriel Rossetti les tenants du préraphaélisme, de même que le poète Algernon Charles Swinburne et le peintre Edward Burne-Jones. Ses tableaux s'inspirent souvent de la littérature ou de l'Ancien Testament, comme l'œuvre intitulée The Mother of Moses  qui représente la modèle d'origine jamaïcaine Fanny Eaton. Il travaille la céramique avec William Frend De Morgan en 1863. Simeon Solomon est découvert à Oxford par le comte Stanislas Eric Stenbock. Il est membre de la Royal Society of Portrait Painters.
En 1871, Solomon publie A Vision of Love Revealed in Sleep, un court ouvrage de poésie en prose de 37 pages qui aura une certaine influence sur les milieux littéraires et artistiques anglais. Il s'agit d'un des premiers textes sur l'« homosexualité » à une période où le mot n'existe pas encore en anglais. Il influencera notamment, par son audace, son refus de l'hypocrisie et sa défense de l'amour entre hommes, des auteurs comme Dante Gabriel Rossetti, Algernon Charles Swinburne ou le peintre Edward Burne-Jones,.
Mais sa carrière est brisée lorsqu'il est arrêté en 1873 dans un urinoir public d'Oxford Street à Londres, et accusé de tentative de sodomie. Il est condamné à une amende de cent livres. Il est arrêté à nouveau en 1874 à Paris, et cette fois il est condamné à trois mois de prison,,. En 1884, il est recueilli dans un workhouse où il continue de travailler, mais il sombre dans l'alcoolisme. Il meurt en 1905, et il est enterré au cimetière juif de Willesden.

## Œuvres
- A Rabbi Holding the Torah
- Hypnos, the god of sleep
- Bacchus avec thyrse
- King Solomon (c.1854)
- I am starving (1857)
- In the Temple of Venus (1863)
- Sappho and Erinna in the garden at Mytelene (1864)
- Erinna of Lesbos (1886)
- Héliogabale, Grand Prêtre du Soleil (1886)
- Angel Boy (1895)

Œuvres de Simeon Solomon
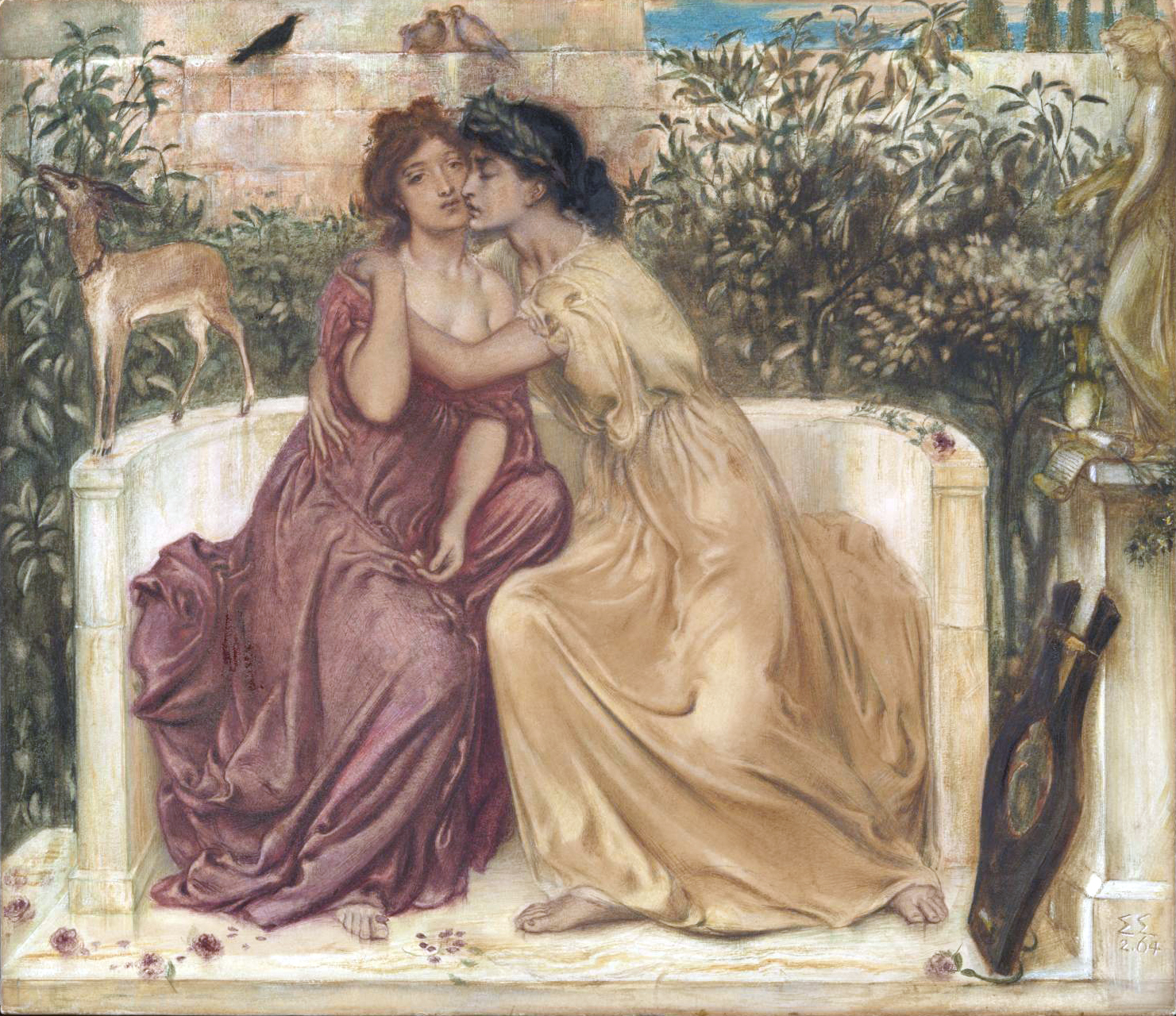
Sappho and Erinna in a Garden at Mytilene (1864), Londres, Tate Britain.
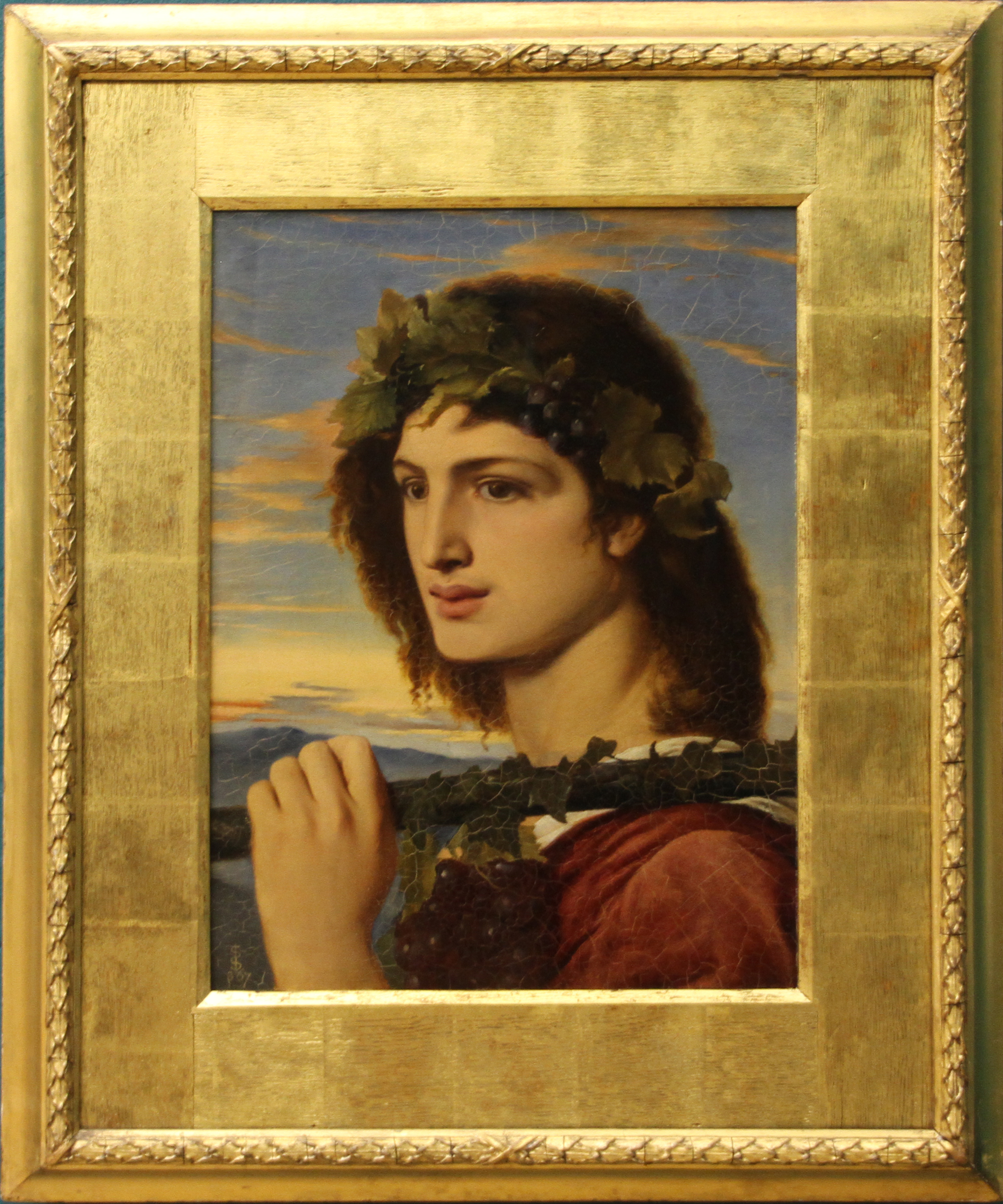
Bacchus (1867), Birmingham Museum and Art Gallery.
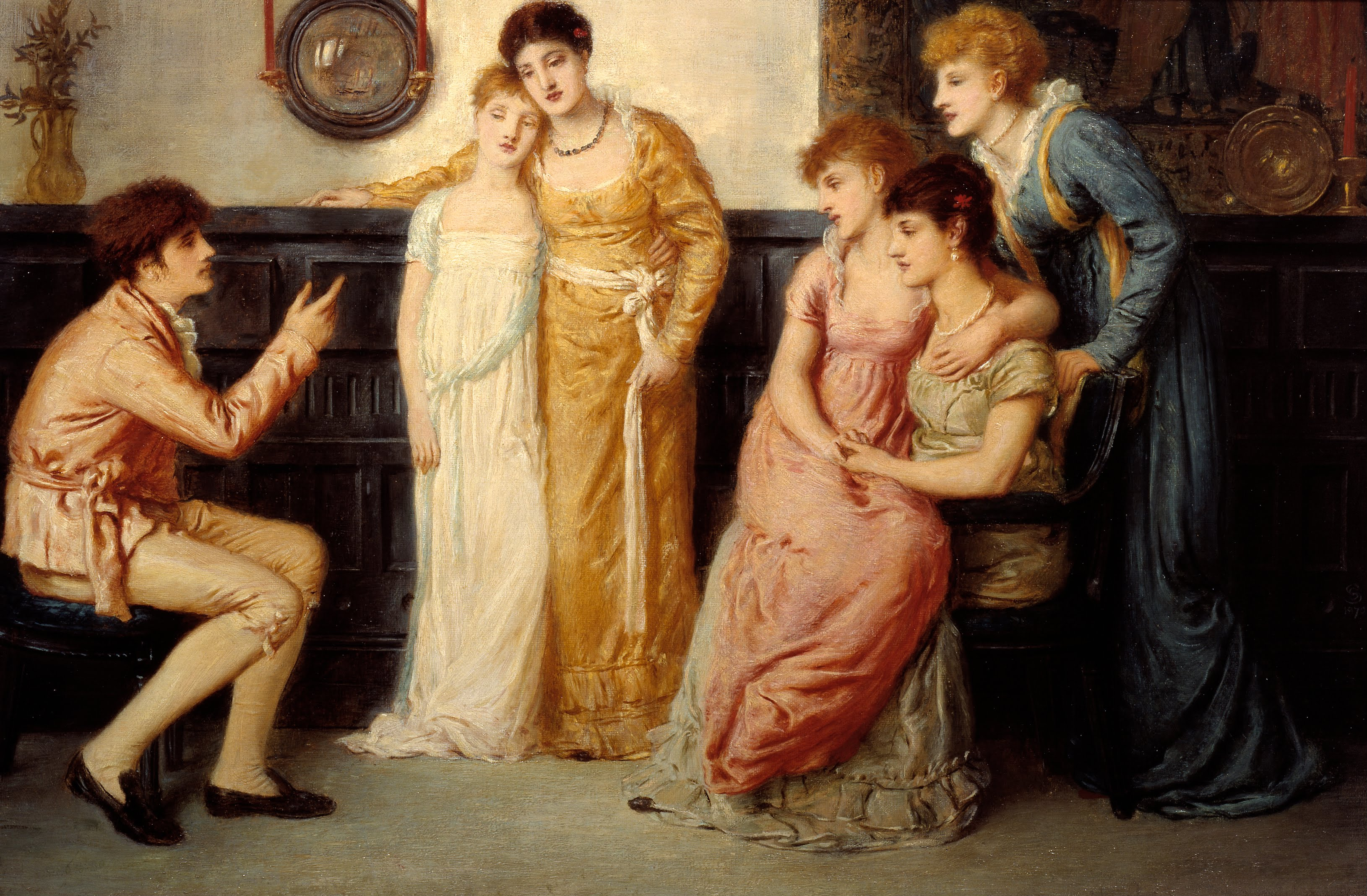
A Youth Relating Tales to Ladies (1870), Londres, Tate Britain.
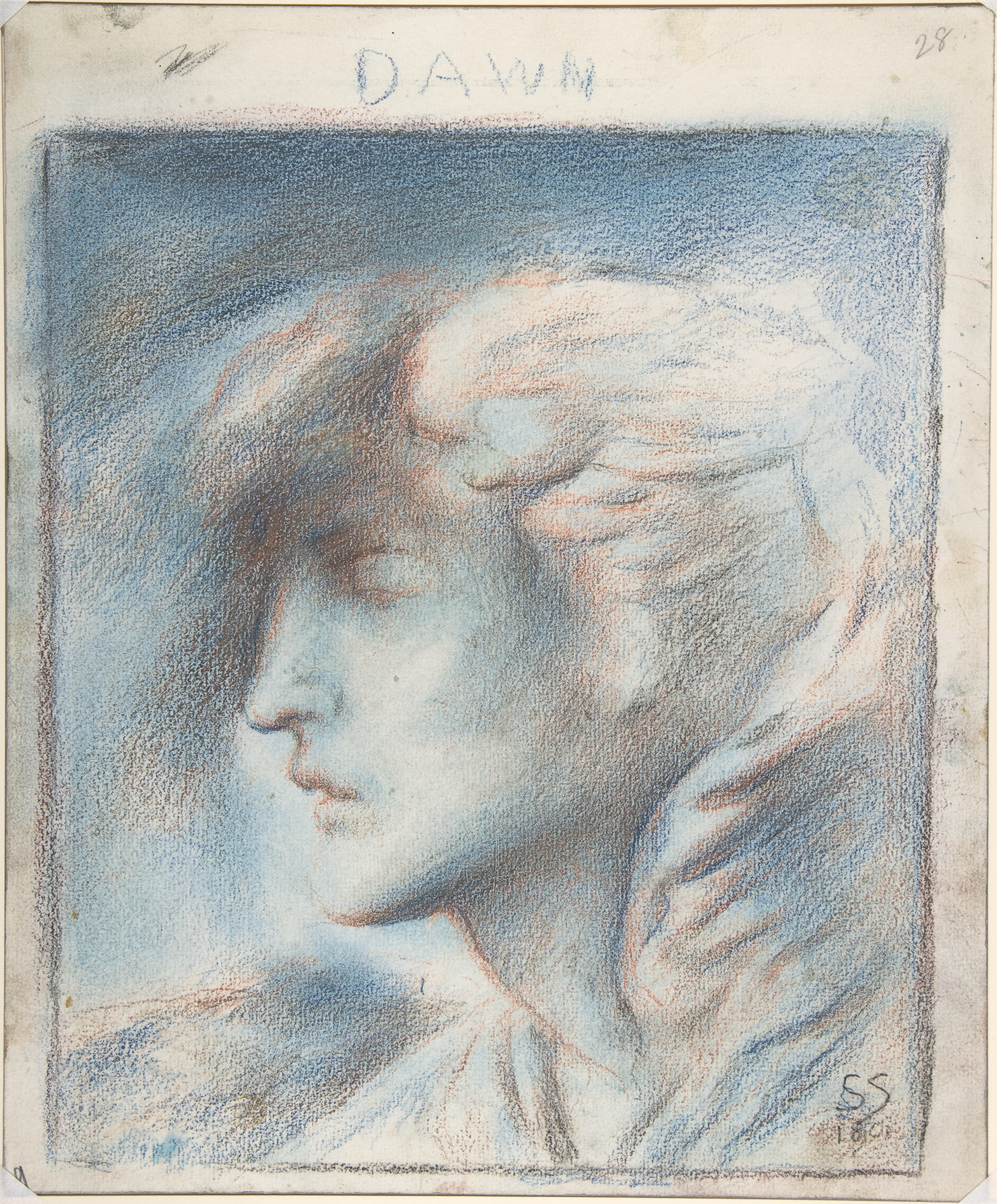
Dawn (Head of Hypnos) (après 1870), New York, Metropolitan Museum of Art.
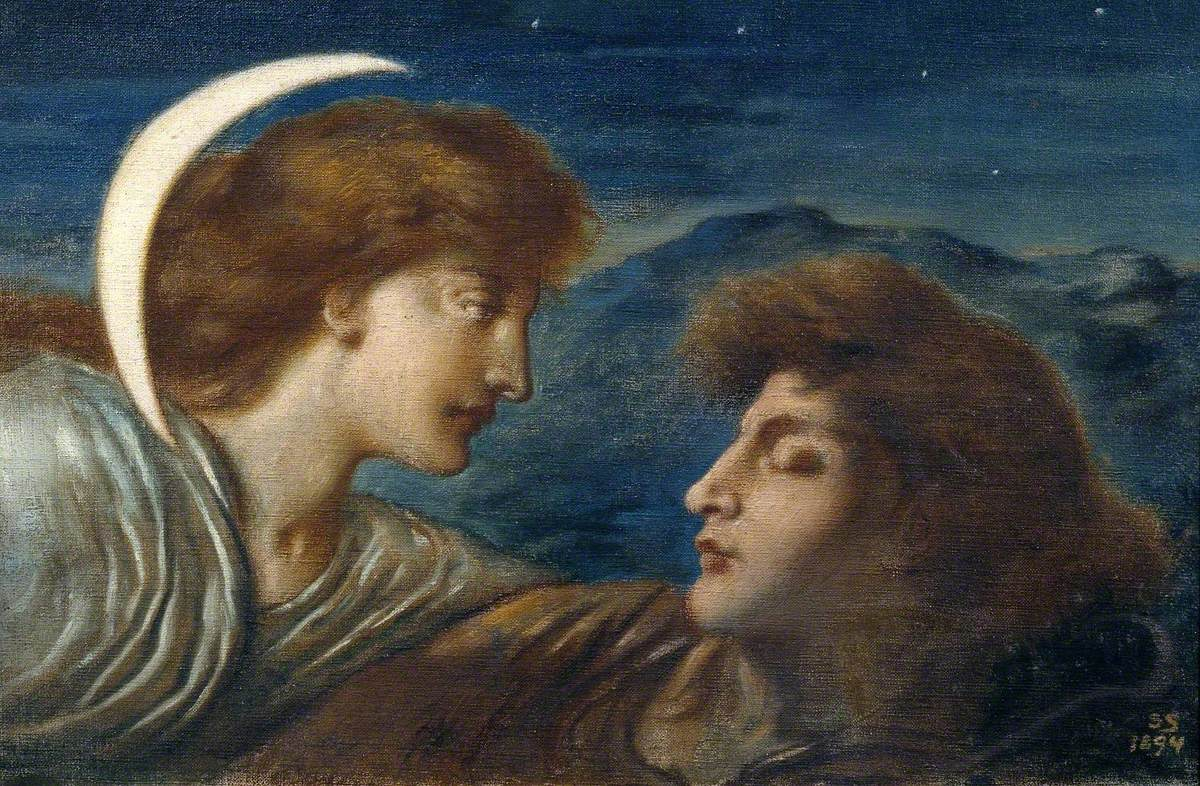
The Moon and Sleep (1894), Londres, Tate Britain.